# Maura Tierney
Maura Lynn Tierney (Boston, Massachusetts; 3 de febrero de 1965) es una actriz estadounidense, ganadora  del Globo de Oro como mejor actriz de reparto por su papel en la serie de Showtime The Affair, y nominada al premio Emmy por su papel de Abby Lockhart en Urgencias.

## Biografía
Tierney, de ascendencia irlandesa, nació y creció en el barrio de Hyde Park de Boston. Su padre, Joseph Tierney, era un destacado político de la ciudad que obtuvo varios mandatos en el ayuntamiento bostoniano. Su madre es agente inmobiliaria. Tiene dos hermanos menores y una hermana.  
Estudió en la Notre Dame Academy en Hingham (Massachusetts), cuyos estudios, que incluían interpretación, la llevaron a aparecer en el Boston Globe Drama Festival. Tras graduarse, se trasladó a Nueva York para acudir a la Universidad, aunque la dejó antes de graduarse para estudiar interpretación en el Circle-in-the-Square Theatre School.
Tras trece años de matrimonio, en 2006, Tierney se divorció de su marido, el director Billy Morrissette, aludiendo a diferencias irreconciliables. La pareja no tuvo hijos.

## Carrera
Tras participar en varias obras, se trasladó a Los Ángeles (California) y en 1987 consiguió su primer papel importante en la película para televisión de Walt Disney, Student Exchange. Su primer papel protagonista fue en una película independiente de bajo presupuesto titulada Dead Women in Lingerie, que se rodó en 24 días. Aunque el reparto incluía actores conocidos como Jerry Orbach en el papel de su jefe, y June Lockhart y Lyle Waggoner como sus padres, la película, un thriller cuyos títulos de crédito iniciales y finales rendían tributo a la situación de los inmigrantes ilegales, nunca llegó a estrenarse. Con el tiempo, en 2005, la película fue lanzada en DVD por MTI Home Video.
Tierney continuó con pequeños papeles, tanto en el cine como la televisión, en cine cabe resaltar "La Verdad Desnuda" en 1996, junto a Richard Gere y un debutante Edward Norton, aunque no fue hasta su papel protagonista de la serie NewsRadio, entre 1995-1999, y varios papeles en películas como Mentiroso compulsivo, Primary Colors y Las fuerzas de la naturaleza, con los que consiguió ser conocida. Cuando NewsRadio finalizó, consiguió el papel de la enfermera Abigail "Abby" Lockhart en la serie Urgencias. Empezó de artista invitada como enfermera de obstetricia, papel que en 2000 se amplió, formando parte del reparto regular como enfermera de urgencias. Luego, en menos de un año, consiguió una nominación al Emmy. Su personaje, Abby Lockhart, se gradúa en la Facultad de Medicina y se convierte en doctora al final de la temporada 2003–2004. Desde entonces, ha ido avanzando hasta convertirse en el principal personaje femenino de la serie. En 2007, Maura Tierney firmó para seguir en la temporada decimocuarta, lo que la convirtió en la actriz principal y en el miembro del reparto con mayor permanencia, tras el anuncio de Goran Višnjić de no seguir como miembro regular. En el 2008 filmó la película Una mamá para mi bebé junto a Tina Fey y Amy Poehler donde interpretó a Caroline, hermana de la primera. En 2014, coprotagonizó la serie de TV The Affair , de la que se rodaron cuatro temporadas, con excelentes críticas. En 2016, gana el Globo de Oro por su papel en dicha serie.
En 2019 trabaja en la quinta y última temporada de The Affair.
En 2020-2021 interpreta a la abogada Fiona McKee en Your Honor.
En 2024 trabaja en la película Twisters como Cathy Carter. En el papel de madre de la protagonista Daisy Edgar-Jones.